# Günter Ludwig (Pädagoge)
Günter Ludwig (* 9. August 1925 in Lipporn; † 5. Oktober 1977 in Berlin) war ein deutscher Erziehungswissenschaftler.

## Leben
Im Nassauischen Rheingebiet wuchs Ludwig in einer katholischen Familie auf; seine Eltern waren im Lehrberuf tätig. Nach dem Abitur am Höchster Gymnasium erlebte er als Folge der Kriegszeit die englische Gefangenschaft. Von 1946 an widmete er sich dem Studium der Klassischen Philologie, Philosophie und Pädagogik an der Universität Frankfurt a. M. Nach dem Staatsexamen 1951 wurde er 1952 mit dem Thema Thukydides als sophistischer Denker promoviert. Nebenher absolvierte er eine Ausbildung als Pianist, Chorleiter und Organist bis zum Abschluss. Er ging aber für 10 Jahre in den Schuldienst ans Gymnasium.
1963 wurde er als Oberstudiendirektor für Didaktik an das Pädagogische Seminar der Universität Frankfurt a. M. geholt und mit dem Aufbau einer praxisorientierten Didaktik in Verbindung mit Lehrplanentwicklungen betraut. Gleichzeitig verfasste er als Habilitationsschrift das 1967 erschienene Buch Cassiodor – Über den Ursprung der abendländischen Schule.
Mit dem Titel Metaphysische Grundfragen der Erziehungswissenschaft gab er 1970 eine Untersuchung des metaphysischen Denkansatzes des spanischen Jesuiten Francisco Suarez heraus.
Zum Wintersemester 1971/72 folgte Ludwig dem Ruf an die Pädagogische Hochschule Berlin und übernahm eine ordentliche Professur für Systematische Pädagogik. Als Vorbedingung für Pädagogik sah er es als unerlässlich an, das begriffliche Instrumentarium zu klären und die Fundamente gewissenhaft zu erforschen. Der Arbeit am Cassiodor-Buch entnahm er seine Grundlagen für die pädagogischen Hauptthemen, mit denen er sich als Professor in Forschung und Lehre weiterhin beschäftigte: die Situation geschichtlicher Übergangszeiten, das Problem der Vermittlung von Altem ans Neue, die Herkünfte und Quellen der eigenen Gegenwart.
In der Berliner Zeit veröffentlichte er mehrere Aufsätze: In der Untersuchung Pluralismus als Lernziel beurteilte er diese Formulierung als modischen Begriff und zeigte auf die entsprechenden Folgen für Schule und Studium; ferner erörterte er drei damals oft diskutierte Lehrplanansätze in seinem Beitrag Schließen lerntheoretische, kybernetische und bildungstheoretische Lehrplanprinzipien einander völlig aus? in den Veröffentlichungen der Pädagogischen Hochschule Berlin.
Zu festlichen Anlässen wurde er um Beiträge gebeten, die stets bildungskritisch ausfielen, so z. B. 1975 zum fünfzigjährigen Bestehen des Canisius-Kollegs Berlin und 1976 im Philologenverband zum Thema Über Wirkungszusammenhänge der bildungspolitischen Prinzipien Freiheit und Gleichheit. Bei Themenangeboten der Katholischen Erziehergemeinschaft und der Lehrerfortbildung im Bistum Berlin wirkte er ebenso mit wie in der Gesellschaft für christlich-jüdische Zusammenarbeit.
Auf dem Feld der Musikpädagogik forschte und veröffentlichte Ludwig ebenfalls. Mit dem Büchlein Schöpferische Kräfte. Zur Genealogie des Begriffes kritisierte er den leichtfertig synkretistischen Gebrauch dieses Terminus in der Jugendmusikbewegung und in der Reformpädagogik der zwanziger Jahre. In seinem letzten Aufsatz widmete er sich unter dem Titel Überreste und Anfänge musiktheoretischen Fragen.

## Schriften (Auswahl)
- Thukydides als sophistischer Denker Frankfurt 1952 (Frankfurt, Universität, phil. Dissertation vom 28. Mai 1952)
- Cassiodor. Über den Ursprung der abendländischen Schule, Akademische Verlagsgesellschaft, Frankfurt a. M. 1967.
- Metaphysische Grundfragen der Erziehungswissenschaft, A. Henn Verlag, Ratingen 1970
- Schöpferische Kräfte. Zur Genealogie des Begriffs, B. Schott’s Söhne, Mainz 1970
- Schließen lerntheoretische, kybernetische und bildungstheoretische Lehrplanprinzipien einander völlig aus?, in: Beiträge zur Geschichte der Pädagogischen Hochschule Berlin. Hrsg. Gerd Heinrich; Colloquium Verlag Berlin 1974, S. 27–42